# 태국 여자 축구 국가대표팀
태국 여자 축구 국가대표팀은 태국을 대표하는 여자 축구 대표팀으로 태국 축구 협회에서 운영한다. 동남아시아의 복병으로 손꼽히는 팀으로 1975년 8월 25일 홍콩에서 열린 호주와의 1975년 AFC 여자 축구 선수권 대회 A조 조별리그 1차전에서 국제 A매치 첫 경기를 치렀고 이 경기에서 3-2로 승리를 거두었다.

## 국제 대회 경력

### FIFA 여자 월드컵
여자 월드컵 본선에는 2번(2015년, 2019년) 출전했지만 2번 모두 조별리그에서 탈락했다. 물론 2015년 대회 B조 조별리그 2차전에서 코트디부아르를 3-2로 꺾고 여자 월드컵 본선 첫 승을 올렸지만 2019년 대회에서는 힘 한번 써보지 못한 채 3전 전패의 처참한 성적을 거두었다.

### AFC 여자 아시안컵
여자 아시안컵 본선에는 16번 출전했고 이 중 자국에서 열린 1983년 대회에서 우승컵을 들어올렸고 3번의 대회(1975년, 1977년, 1981년)에서는 준우승을 차지하는 등 6번의 대회에서 4강 이상의 성적을 거두었다.

### 아시안 게임
아시안 게임에는 5번 출전하여 이 가운데 2014년과 2018년 대회에서 8강에 이름을 올리면서 태국 여자 축구 역사상 아시안 게임 축구 역대 최고 성적을 기록했으나 이 중 2018년 대회에서는 조별리그 2경기에서 전패를 당했고 8강에서도 중국에게 0-5의 대패를 당했다.

### 아세안 여자 축구 선수권 대회
아세안 여자 축구 선수권 대회에는 무려 10번 출전하여 이 중 4번의 우승컵을 들어올렸고 2번의 준우승을 차지하면서 이 대회의 최다 우승 타이틀을 보유하고 있으며 또한 조별리그에서 탈락한 2013년 대회를 제외하고는 꾸준히 3위 이상의 성적을 거두고 있다.

### 동남아시아 경기 대회
동남아시아 경기 대회에는 11번 출전하여 금메달 5개(1985년, 1995년, 1997년, 2007년, 2013년), 은메달 4개(2001년, 2009년, 2017년, 2019년), 동메달 2개(2003년, 2005년)를 획득하면서 베트남에 이어 2번째로 가장 많은 금메달을 목에 걸었다.

## 성적

### FIFA 여자 월드컵
| 연도   | 결과      | 경기      | 승        | 무        | 패        | 득점      | 실점      |           |
| ------ | --------- | --------- | --------- | --------- | --------- | --------- | --------- | --------- |
| 1991년 | 예선 탈락 | 예선 탈락 | 예선 탈락 | 예선 탈락 | 예선 탈락 | 예선 탈락 | 예선 탈락 | 예선 탈락 |
| 1995년 | 불참      | 불참      | 불참      | 불참      | 불참      | 불참      | 불참      | 불참      |
| 1999년 | 불참      | 불참      | 불참      | 불참      | 불참      | 불참      | 불참      | 불참      |
| 2003년 | 예선 탈락 | 예선 탈락 | 예선 탈락 | 예선 탈락 | 예선 탈락 | 예선 탈락 | 예선 탈락 | 예선 탈락 |
| 2007년 | 예선 탈락 | 예선 탈락 | 예선 탈락 | 예선 탈락 | 예선 탈락 | 예선 탈락 | 예선 탈락 | 예선 탈락 |
| 2011년 | 예선 탈락 | 예선 탈락 | 예선 탈락 | 예선 탈락 | 예선 탈락 | 예선 탈락 | 예선 탈락 | 예선 탈락 |
| 2015년 | 조별 리그 | 3         | 1         | 0         | 2         | 3         | 10        |           |
| 2019년 | 조별 리그 | 3         | 0         | 0         | 3         | 1         | 20        |           |
| 2023년 | 예선 탈락 | 예선 탈락 | 예선 탈락 | 예선 탈락 | 예선 탈락 | 예선 탈락 | 예선 탈락 | 예선 탈락 |
| 2027년 | 미정      | 미정      | 미정      | 미정      | 미정      | 미정      | 미정      | 미정      |
| 합계   | 2/9       | 6         | 1         | 0         | 5         | 4         | 30        |           |

### 올림픽 축구
| 연도   | 결과      | 경기      | 승        | 무        | 패        | 득점      | 실점      |           |
| ------ | --------- | --------- | --------- | --------- | --------- | --------- | --------- | --------- |
| 1996년 | 예선 탈락 | 예선 탈락 | 예선 탈락 | 예선 탈락 | 예선 탈락 | 예선 탈락 | 예선 탈락 | 예선 탈락 |
| 2000년 | 예선 탈락 | 예선 탈락 | 예선 탈락 | 예선 탈락 | 예선 탈락 | 예선 탈락 | 예선 탈락 | 예선 탈락 |
| 2004년 | 예선 탈락 | 예선 탈락 | 예선 탈락 | 예선 탈락 | 예선 탈락 | 예선 탈락 | 예선 탈락 | 예선 탈락 |
| 2008년 | 예선 탈락 | 예선 탈락 | 예선 탈락 | 예선 탈락 | 예선 탈락 | 예선 탈락 | 예선 탈락 | 예선 탈락 |
| 2012년 | 예선 탈락 | 예선 탈락 | 예선 탈락 | 예선 탈락 | 예선 탈락 | 예선 탈락 | 예선 탈락 | 예선 탈락 |
| 2016년 | 예선 탈락 | 예선 탈락 | 예선 탈락 | 예선 탈락 | 예선 탈락 | 예선 탈락 | 예선 탈락 | 예선 탈락 |
| 2020년 | 예선 탈락 | 예선 탈락 | 예선 탈락 | 예선 탈락 | 예선 탈락 | 예선 탈락 | 예선 탈락 | 예선 탈락 |
| 2024년 | 예선 탈락 | 예선 탈락 | 예선 탈락 | 예선 탈락 | 예선 탈락 | 예선 탈락 | 예선 탈락 | 예선 탈락 |
| 2028년 | 미정      | 미정      | 미정      | 미정      | 미정      | 미정      | 미정      | 미정      |
| 2032년 | 미정      | 미정      | 미정      | 미정      | 미정      | 미정      | 미정      | 미정      |
| 합계   | 0/8       | -         | -         | -         | -         | -         | -         |           |

### AFC 여자 아시안컵
- 1975년: 준우승
- 1977년: 준우승
- 1979년: 예선 탈락
- 1981년: 준우승
- 1983년: 우승
- 1986년: 3위
- 1989년: 조별 예선
- 1991년: 조별 예선
- 1993년: 예선 탈락
- 1995년: 조별 예선
- 1997년: 예선 탈락
- 1999년: 조별 예선
- 2001년: 조별 예선
- 2003년: 조별 예선
- 2006년: 조별 예선
- 2008년: 조별 예선
- 2010년: 조별 예선
- 2014년: 5위
- 2018년: 4위
- 2022년: 7위
- 2026년: 예선 탈락

### 아시안 게임
- 1990년 ~ 1994년: 불참
- 1998년: 조별 예선
- 2002년: 불참
- 2006년: 조별 예선
- 2010년: 조별 예선
- 2014년: 8강
- 2018년: 8강
- 2022년: 8강

### 동남아시아 여자 축구 선수권 대회
- 2006년: 3위
- 2007년: 준우승
- 2008년: 3위
- 2011년: 우승
- 2012년: 3위

### 동남아시아 경기 대회
- 1985년: 우승
- 1995년: 우승
- 1997년: 우승
- 2001년: 준우승
- 2003년: 3위
- 2005년: 3위
- 2007년: 우승
- 2009년: 준우승
- 2013년: 우승
- 2017년: 준우승
- 2019년: 준우승
- 2021년: 준우승
- 2023년: 3위

## 같이 보기
- 태국 축구 국가대표팀